# Панглосс
Панглосс — персонаж философского романа Вольтера «Кандид». Он обучает Кандида в период его жизни в замке Тундер-тен-Тронк в Вестфалии, Германия, а после сопровождает Кандида в его злоключениях. Согласно Вольтеру, Панглосс был учителем «метафизико-теологико-космолонигологии».
По мнению многих исследователей, Панглосс является карикатурой на философа Готфрида Лейбница, который теоретизировал на тему того, что мы живём в лучшем из миров. Так, Панглосс постоянно утверждает, что «нет следствия без причины», другими словами, всё сущее от человеческого носа и до природных бедствий имеет специфическое (и чаще всего антропоморфное) предназначение.
Имя Панглосс происходит от греческого «пан-», приставка означающая «всё», и английского «глосс», означающего поверхностную, обманчивую привлекательность. Другая интерпретация имени использует греческий корень «глосс» означающий язык и речь. В этой интерпретации имя «Панглосс» может означать — «одни слова».

## Панглоссианизм
Термин «Панглоссианизм» означает беспочвенный оптимизм, напоминающий идеи Панглосса. Термин «Панглоссианский пессимизм» используется для описания позиции, которая утверждает, что поскольку мы живём в лучшем из миров, ничего не может стать ещё лучше.
Термин «Парадигма Панглосса» был введён Стивеном Гулдом и Ричардом Левонтиным для обозначения точки зрения в биологии, которая утверждает, что все свойства живых существ являются адаптациями под определённые цели.